# Pittsburgh Steelers 2015
La stagione 2015 dei Pittsburgh Steelers è stata la 83ª della franchigia e la 9ª con Mike Tomlin come capo-allenatore. La squadra riuscì ad agganciare l'ultimo posto disponibile per i playoff battendo i Browns all'ultima partita e grazie alla contemporanea sconfitta dei Jets contro i Buffalo Bills. Nella prima partita della post-season batterono i Bengals in trasferta in una gara dal finale rocambolesco. La settimana successiva, privi Antonio Brown e DeAngelo Williams, furono eliminati in casa dei Broncos numeri 1 del tabellone e futuri vincitori del Super Bowl 50.

## Scelte nel Draft 2015
| Giro | Scelta | Giocatore         | Ruolo         | College          |
| ---- | ------ | ----------------- | ------------- | ---------------- |
| 1    | 22     | Bud Dupree        | Linebacker    | Kentucky         |
| 2    | 56     | Senquez Golson    | Cornerback    | Ole Miss         |
| 3    | 87     | Sammie Coates     | Wide Receiver | Auburn           |
| 4    | 121    | Doran Grant       | Cornerback    | Ohio State       |
| 5    | 160    | Jesse James       | Tight end     | Penn State       |
| 6    | 199    | Leterrius Walton  | Defensive end | Central Michigan |
| 6    | 212    | Anthony Chickillo | Defensive end | Miami (FL)       |
| 7    | 239    | Gerod Holliman    | Safety        | Louisville       |

## Staff
| Staff dei Pittsburgh Steelers nel 2015 |
| --- |
| Organi dirigenziali - Chairman - Daniel M. Rooney - Presidente - Arthur J. Rooney II - Vice Presidente - Arthur J. Rooney Jr. - Consulente amministrativo - Charles H. Noll - General manager - Kevin Colbert - Director of Football and Business Administration – Omar Khan - Football Administration Coordinator – Samir Suleiman - Direttore del personale dei giocatori – Dan Rooney Jr. - Direttore degli osservatori del college – Phil Kreidler - Assistente senior, osservatore college – Rick Reiprish - Coordinatore del personale professionistico – Brandon Hunt Capo allenatore - Mike Tomlin - Assistente capo-allenatore/Defensive Line – John Mitchell Altri allenatori - Preparatore atletico – Garrett Giemont - Assistente p.a. – Marcel Pastoor Allenatori dell'attacco - Coordinatore offensivo - Todd Haley - Quarterback – Randy Fichtner - Running Back – James Saxon - Wide Receiver – Richard Mann - Tight End – James Daniel - Offensive Line – Mike Munchak - Assistente offensivo – Shaun Sarrett Allenatori della difesa - Coordinatore difensivo: Keith Butler - Inside Linebacker – Jerry Olsavsky - Outside Linebacker – Joey Porter - Defensive Back – Carnell Lake - Assistente difesa – Steve Meyer Allenatori dello special team - Coordinatore dello Special Team: Danny Smith |

## Roster
| Roster dei Pittsburgh Steelers nel 2015 |
| --- |
| Quarterback - 3 Landry Jones - 7 Ben Roethlisberger - 2 Michael Vick Running Back - 13 Dri Archer RB/WR - 46 Will Johnson FB - 45 Roosevelt Nix FB - 30 Jordan Todman - 34 DeAngelo Williams Wide Receiver - 84 Antonio Brown - 14 Sammie Coates - 88 Darrius Heyward-Bey - 16 Tyler Murphy - 11 Markus Wheaton Tight End - 81 Jesse James - 83 Heath Miller - 87 Matt Spaeth Offensive Linemen - 68 Kelvin Beachum T - 66 David DeCastro G - 73 Ramon Foster G - 77 Marcus Gilbert T - 74 Chris Hubbard C/G - 64 Doug Legursky C/G - 78 Alejandro Villanueva T - 72 Cody Wallace C Defensive Linemen - 97 Cameron Heyward DE - 99 Caushaud Lyons DE - 62 Daniel McCullers NT - 90 Steve McLendon NT - 93 Cam Thomas DE - 91 Stephon Tuitt DE - 96 Leterrius Walton DE Linebacker - 48 Bud Dupree OLB - 57 Terence Garvin ILB - 92 James Harrison OLB - 95 Jarvis Jones OLB - 55 Arthur Moats OLB - 50 Ryan Shazier ILB - 51 Sean Spence ILB - 94 Lawrence Timmons ILB - 98 Vince Williams ILB Defensive Back - 28 Cortez Allen CB - 20 Will Allen S - 41 Antwon Blake CB - 25 Brandon Boykin CB - 31 Ross Cockrell CB - 22 William Gay CB - 21 Robert Golden FS - 23 Mike Mitchell FS - 29 Shamarko Thomas SS - 35 Ross Ventrone SS Special Team - 4 Jordan Berry P - 8 Josh Scobee K - 60 Greg Warren LS Lista delle riserve - 76 Mike Adams OT (PUP) - 26 Le'Veon Bell RB (Sospeso) - 87 Rob Blanchflower TE (IR) - 10 Martavis Bryant WR (Sospeso) - 85 Cameron Clear TE (IR) - 96 Clifton Geathers DE (IR) - 27 Senquez Golson CB (IR) - 5 Bruce Gradkowski QB (IR) - 80 Ray Hamilton TE (IR) - 8 Garrett Hartley K (IR) - 54 Micah Hatchie OT (IR) - 15 David Nelson WR (IR) - 69 Kelvin Palmer OT (IR) - 53 Maurkice Pouncey C (IR-DRF) - 17 Eli Rogers WR (IR) - 6 Shaun Suisham K (IR) - 64 Mitchell Van Dyk OT (IR) - 56 Jordan Zumwalt ILB (IR) Squadra di allenamento - 33 Dominique Brown RB - 37 Jordan Dangerfield SS - 61 Reese Dismukes C - 54 L.J. Fort ILB - 49 Shayon Green OLB - 79 Ethan Hemer DE - 71 Antonio Johnson OT - 19 Shakim Phillips WR - 85 Harold Spears TE - 15 Jarrod West WR 53 attivi, 18 inattivi, 10 nella squadra di allenamento |
| Legenda - I rookie sono in corsivo. - Il primo ruolo è il principale mentre gli eventuali successivi indicano i ruoli secondari. - (IR) sta per Injured Reserve ed indica la lista ristretta per un solo giocatore infortunato che può tornare ad allenarsi dopo la settimana 6 e a rientrare in prima squadra dopo che questa ha giocato 8 partite. - (NF-Inj.) / (NF-Ill.) stanno rispettivamente per Non-Football Injured e Non-Football Illness ed indicano le liste dove viene inserito un giocatore che ha un infortunio o una malattia non dipendente dal football americano. - (PUP) sta per Physically Unable to Perform ed indica la lista dove viene inserito un giocatore mentre è in attesa di recuperare la condizione fisica. Nella stagione regolare dopo la sesta partita giocata dalla propria squadra, il giocatore ha tempo tre settimane per riprendere ad allenarsi, più tre settimane aggiuntive dal suo rientro agli allenamenti per rientrare in prima squadra. |

## Calendario

### Stagione regolare
| Turno | Data               | Avversario              | Risultato          | Record             | Stadio              | NFL.com recap      |
| ----- | ------------------ | ----------------------- | ------------------ | ------------------ | ------------------- | ------------------ |
| 1     | 10/9               | at New England Patriots | S 21–28            | 0–1                | Gillette Stadium    | Recap              |
| 2     | 20/9               | San Francisco 49ers     | V 43–18            | 1–1                | Heinz Field         | Recap              |
| 3     | 27/9               | at St. Louis Rams       | V 12–6             | 2–1                | Edward Jones Dome   | Recap              |
| 4     | 1/10               | Baltimore Ravens        | S 20–23 (DTS)      | 2–2                | Heinz Field         | Recap              |
| 5     | 12/10              | at San Diego Chargers   | V 24–20            | 3–2                | Qualcomm Stadium    | Recap              |
| 6     | 18/10              | Arizona Cardinals       | V 25–13            | 4–2                | Heinz Field         | Recap              |
| 7     | 25/10              | at Kansas City Chiefs   | S 13–23            | 4–3                | Arrowhead Stadium   | Recap              |
| 8     | 1/11               | Cincinnati Bengals      | S 10–16            | 4–4                | Heinz Field         | Recap              |
| 9     | 8/11               | Oakland Raiders         | V 38–35            | 5–4                | Heinz Field         | Recap              |
| 10    | 15/11              | Cleveland Browns        | V 30–9             | 6–4                | Heinz Field         | Recap              |
| 11    | Settimana di pausa | Settimana di pausa      | Settimana di pausa | Settimana di pausa | Settimana di pausa  | Settimana di pausa |
| 12    | 29/11              | at Seattle Seahawks     | S 30–39            | 6–5                | CenturyLink Field   | Recap              |
| 13    | 6/12               | Indianapolis Colts      | V 45–10            | 7–5                | Heinz Field         | Recap              |
| 14    | 13/12              | at Cincinnati Bengals   | V 33–20            | 8–5                | Paul Brown Stadium  | Recap              |
| 15    | 20/12              | Denver Broncos          | V 34–27            | 9–5                | Heinz Field         | Recap              |
| 16    | 27/12              | at Baltimore Ravens     | S 17–20            | 9–6                | M&T Bank Stadium    | Recap              |
| 17    | 3/1                | at Cleveland Browns     | V 28–12            | 10–6               | FirstEnergy Stadium | Recap              |

Notes

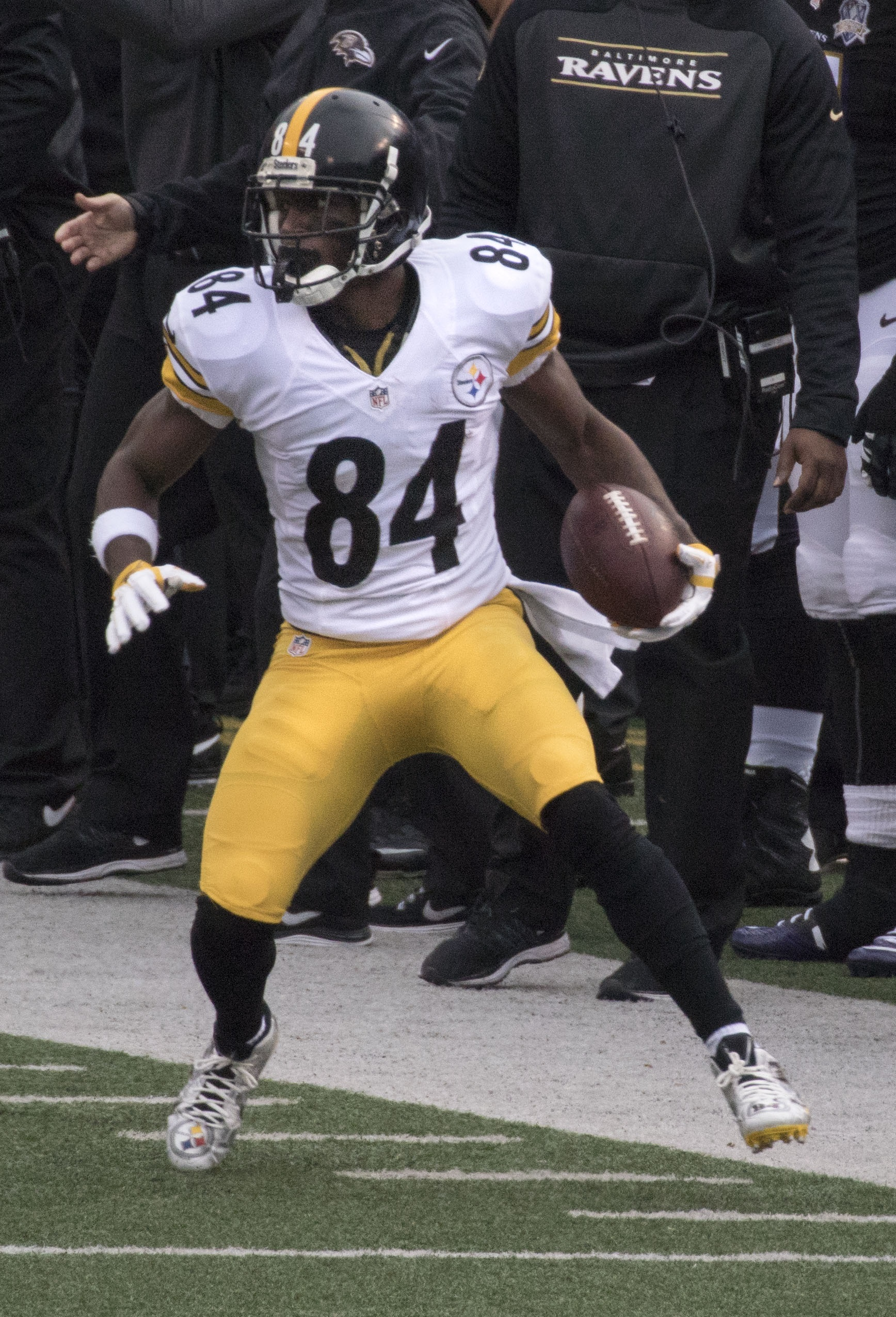
Antonio Brown nella settimana 16 contro i Ravens

- Gli avversari della propria division sono in grassetto.

### Playoff

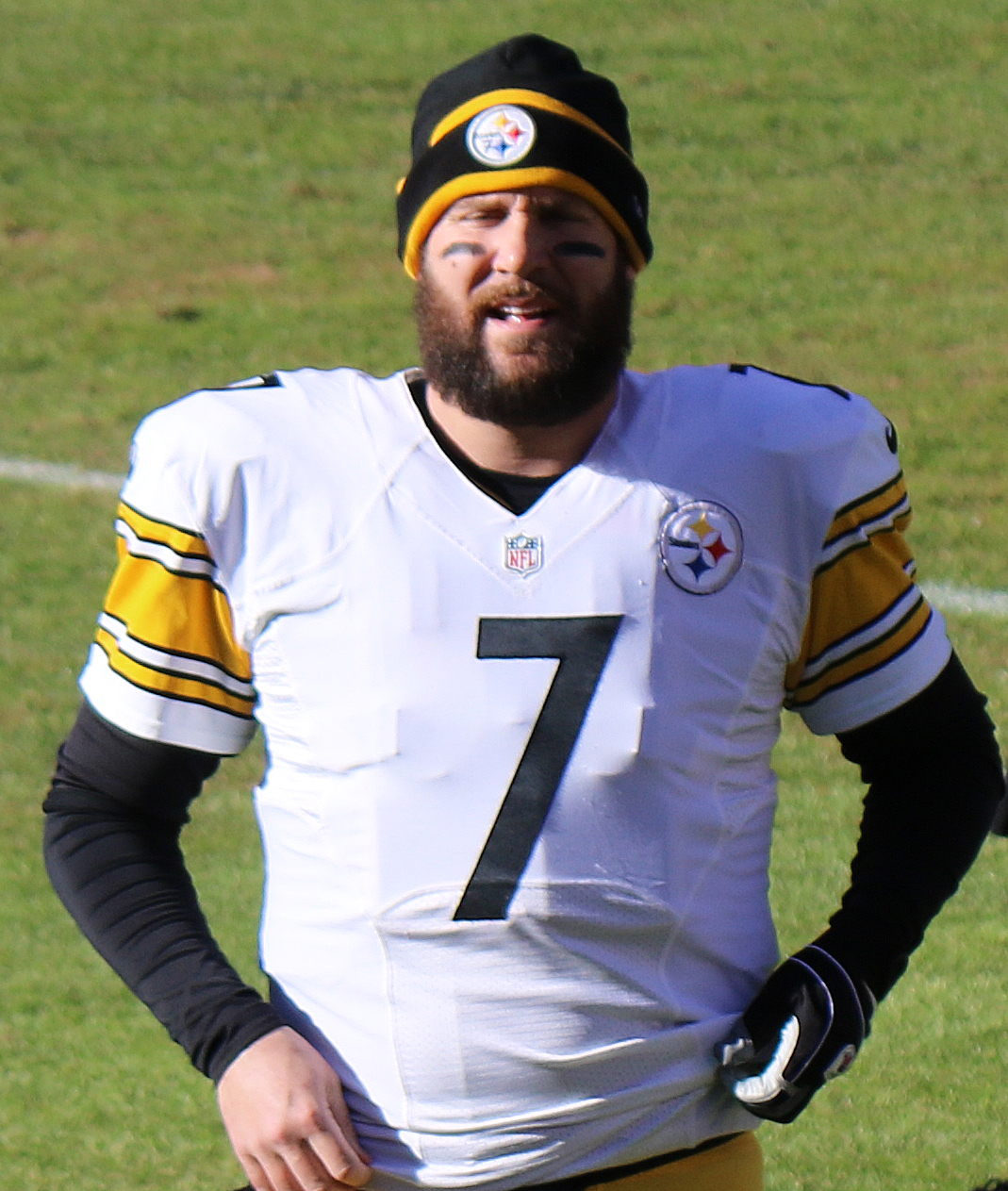
Ben Roethlisberger nei playoff a Denver contro i Broncos

| Turno      | Data | Ora (EST) | Avversario (seed)         | Risultato | Record | Stadio                              | TV  | NFL.com recap |
| ---------- | ---- | --------- | ------------------------- | --------- | ------ | ----------------------------------- | --- | ------------- |
| Wild Card  | 9/1  | 8:15 p.m. | at Cincinnati Bengals (3) | V 18–16   | 1–0    | Paul Brown Stadium                  | CBS | Recap         |
| Divisional | 17/1 | 4:40 p.m. | at Denver Broncos (1)     | S 16-23   | 1-1    | Sports Authority Field at Mile High | CBS | Recap         |

## Classifiche

### Division
| AFC North               | AFC North | AFC North | AFC North | AFC North | AFC North | AFC North | AFC North | AFC North | AFC North |
|                         | V         | S         | P         | %         | DIV       | CONF      | PF        | PS        | Str.      |
| ----------------------- | --------- | --------- | --------- | --------- | --------- | --------- | --------- | --------- | --------- |
| (3) Cincinnati Bengals  | 12        | 4         | 0         | .750      | 5–1       | 9–3       | 419       | 279       | V1        |
| (6) Pittsburgh Steelers | 10        | 6         | 0         | .625      | 3–3       | 7–5       | 423       | 319       | V1        |
| Baltimore Ravens        | 5         | 11        | 0         | .313      | 3–3       | 4–8       | 328       | 401       | S1        |
| Cleveland Browns        | 3         | 13        | 0         | .188      | 1–5       | 2–10      | 278       | 432       | S3        |